# Kolarstwo na Letnich Igrzyskach Olimpijskich 2024 – freestyle BMX kobiet
Zawody w freestyle'u BMX kobiet podczas XXXIII Letnich Igrzysk Olimpijskich w Paryżu odbyły się w dniach 30 – 31 lipca 2024. Do rywalizacji przystąpiło 12 sportowców z 10 krajów. Mistrzynią olimpijską została Chinka Deng Yawen, wicemistrzynią Amerykanka Perris Benegas, a brąz zdobyła Australijka Natalya Diehm.
Arena zawodów znajdowała się na paryskim placu Zgody.

## System rozgrywek
Zawody były rozgrywane w dwóch rundach (eliminacyjnej i finałowej). W każdej rundzie zawodnicy wykonywali dwa przejazdy. Każdy przejazd trwał 60 sekund. Pięciu sędziów przyznawało punkty od 0,00 do 99,99 na podstawie trudności i wykonania przejazdu zawodnika. Wyniki w rundzie eliminacyjnej z obu przejazdów były uśredniane w celu ustalenia ostatecznej oceny. Do finału awansowało 9 najlepszych zawodników. Runda eliminacyjna służyła także do określenia kolejności startowej zawodników w finale. W rundzie finałowej liczył się tylko lepszy wynik z dwóch przejazdów.

## Terminarz
| Data          | Godzina |            |
| ------------- | ------- | ---------- |
| 30 lipca 2024 | 13:25   | Eliminacje |
| 31 lipca 2024 | 13:10   | Finał      |

## Wyniki

### Eliminacje
| Pozycja | Zawodnik               | Reprezentacja     | Przejazd 1 | Przejazd 2 | Średnia | Uwagi |
| ------- | ---------------------- | ----------------- | ---------- | ---------- | ------- | ----- |
| 1       | Hannah Roberts         | Stany Zjednoczone | 91.80      | 91.10      | 91.45   | Q     |
| 2       | Deng Yawen             | Chiny             | 90.36      | 91.70      | 91.03   | Q     |
| 3       | Sun Jiaqi              | Chiny             | 88.00      | 87.66      | 87.83   | Q     |
| 4       | Perris Benegas         | Stany Zjednoczone | 86.20      | 84.68      | 85.44   | Q     |
| 5       | Iveta Miculyčová       | Czechy            | 83.60      | 85.33      | 84.46   | Q     |
| 6       | Queen Saray Villegas   | Kolumbia          | 81.60      | 87.25      | 84.42   | Q     |
| 7       | Macarena Perez Grasset | Chile             | 85.13      | 83.36      | 84.24   | Q     |
| 8       | Natalya Diehm          | Australia         | 81.66      | 86.12      | 83.89   | Q     |
| 9       | Laury Perez            | Francja           | 83.64      | 82.88      | 83.26   | Q     |
| 10      | Nikita Ducarroz        | Szwajcaria        | 79.04      | 80.53      | 79.78   |       |
| 11      | Charlotte Worthington  | Wielka Brytania   | 79.20      | 78.82      | 79.01   |       |
| 12      | Kim Lea Müller         | Niemcy            | 75.80      | 80.10      | 77.95   |       |

### Finał
| Pozycja | Zawodnik               | Reprezentacja     | Przejazd 1 | Przejazd 2 | Wynik |
| ------- | ---------------------- | ----------------- | ---------- | ---------- | ----- |
| złoto   | Deng Yawen             | Chiny             | 92.50      | 92.60      | 92.60 |
| srebro  | Perris Benegas         | Stany Zjednoczone | 83.40      | 90.70      | 90.70 |
| brąz    | Natalya Diehm          | Australia         | 88.80      | 87.70      | 88.80 |
| 4       | Queen Saray Villegas   | Kolumbia          | 64.80      | 88.00      | 88.00 |
| 5       | Macarena Perez Grasset | Chile             | 83.80      | 84.55      | 84.55 |
| 6       | Iveta Miculyčová       | Czechy            | 82.30      | 8.60       | 82.30 |
| 7       | Sun Jiaqi              | Chiny             | 70.80      | 60.10      | 70.80 |
| 8       | Hannah Roberts         | Stany Zjednoczone | 70.00      | 5.42       | 70.00 |
| 9       | Laury Perez            | Francja           | 2.80       | 64.30      | 64.30 |